# Тербий
| 65         | Тербий |
| Tb158,9254 |        |
| 4f96s2     |        |

Те́рбий (химический символ — Tb, от лат. Terbium) — химический элемент 3-й группы (по устаревшей классификации — побочной подгруппы третьей группы, IIIB) шестого периода периодической системы химических элементов Д.И. Менделеева с атомным номером 65. Название восходит к селению Иттербю в Швеции.
Относится к семейству лантаноидов (иттриевая подгруппа). Как и любой лантаноид, тербий принадлежит к редкоземельным элементам и переходным металлам.
Простое вещество тербий — мягкий металл серебристо-белого цвета.

## История
В 1843 году шведский химик К. Г. Мосандер обнаружил примеси в концентрате Y2O3 и выделил из него три фракции: иттриевую, розовую terbia (которая содержала современный элемент эрбий) и бесцветную erbia (содержала элемент тербий, нерастворимый оксид тербия имеет коричневый оттенок). Из-за бесцветности erbia существование этого соединения долгое время подвергалось сомнению, также были перепутаны названия фракций. Тербий в исходном концентрате составлял около 1 %, однако этого было достаточно, чтобы придать ему желтоватый оттенок. Чистый тербий в начале XX века первым получил французский химик Жорж Урбэн, использовавший технологию ионного обмена.

## Происхождение названия
Наряду ещё с тремя химическими элементами (эрбий, иттербий, иттрий) получил название в честь шведской деревни Иттербю (швед. Ytterby), находящегося на острове Ресарё, входящем в Стокгольмский архипелаг.

## Нахождение в природе
Кларк тербия в земной коре — 4,3 г/т. Содержание в морской воде порядка 10−7 мг/л.

### Месторождения
Тербий никогда не встречается в природе в виде свободного элемента, однако он содержится во многих минералах, например в гадолините, ксенотиме, церите, монаците, эвксените, бастнезите, лопарите и т. д.
Тербий входит в состав семейства лантаноидов, которые часто встречаются в Китае, США, Казахстане, России, Украине, Австралии, Бразилии, Индии, Скандинавии. Значительны запасы в глубоководном иловом месторождении редкоземельных минералов у тихоокеанского острова Минамитори в исключительной экономической зоне Японии.

## Физические свойства
Полная электронная конфигурация атома тербия: 1s22s22p63s23p64s23d104p65s24d105p66s24f9. Энергии ионизации при последовательном переходе от Tb0 до Tb5+: 5,85 эВ; 11,52 эВ; 21,91 эВ; 39,79 эВ; 66,5 эВ. Атомный радиус 177 пм. Ионный радиус Tb3+ составляет 106 пм (координационное число 6); 112 пм (к.ч. 7); 118 пм (к.ч. 8); 124 пм (к.ч. 9). У иона Tb4+ ионные радиусы 90 пм (к.ч. 6), 102 пм (к.ч. 8).
Тербий как простое вещество при нормальных условиях — пластичный, мягкий (тербий настолько мягок, что его можно резать ножом) металл серебристо-белого цвета. Легко поддаётся механической обработке. Природный тербий не радиоактивен.
Известны три кристаллические модификации тербия. При нормальных условиях существует α-тербий, образующий кристаллы гексагональной сингонии, пространственная группа P63/mmc, параметры ячейки a = 0,36010 нм, c = 0,56936 нм, Z = 2, d = 8,272 г/см3, решётка типа магния. При температурах выше 1287 °C устойчив β-тербий, образующий кристаллы кубической сингонии, пространственная группа Im3m, параметры ячейки a = 0,402 нм, Z = 2, d = 8,12 г/см3, решётка типа α-железа. Энтальпия полиморфного перехода между этими модификациями составляет 5 кДж/моль. При давлении выше 1 ГПа устойчива модификация, образующая кристаллы тригональной сингонии, пространственная группа R3m, параметры ячейки a = 0,883 нм, α = 23,42°, Z = 3, решётка типа самария.
Температура плавления 1357 °C, по другим сведениям 1356 °C. Температура кипения 3227 °C, по другим сведениям 3230 °C.
Молярная теплоёмкость C0
p 29 Дж/(моль·К). Энтальпия плавления ΔH0
пл 10,8 кДж/моль. Энтальпия испарения ΔH0
исп 388 кДж/моль. Энтропия S0
298 73,5 Дж/(моль·К).
Температурный коэффициент линейного расширения 1,18⋅10−5 К−1. Твёрдость по Бриннелю литого тербия при 20 °C составляет 677 МПа. Удельное сопротивление 1,16⋅10−6 Ом·м.
Альфа-тербий является парамагнетиком, при температуре ниже точки Нееля −43,0 °C (230,2 К) становится антиферромагнетиком, при температуре ниже точки Кюри −53,6 °C (219,6 К) переходит в ферромагнитное состояние.

### Изотопы
Единственным стабильным изотопом тербия является 159Tb. Самым долгоживущим радиоактивным изотопом является 158Tb с периодом полураспада 180 лет.

## Химические свойства
Медленно окисляется в сухом воздухе, несколько быстрее — при нагревании во влажном воздухе. Медленно окисляется кипящей водой, реагирует с минеральными кислотами, халькогенами, галогенами, азотом, водородом (при нагревании). В реакциях обычно образует производные Tb(III), ион Tb3+ устойчив в водных средах, имеет розовую окраску. Ион Tb+ известен только в составе монохлорида TbCl, гидролизуется. Производные Tb(IV) в водных растворах малоустойчивы, гидратированный Tb4+ существуют только в виде гетерополианионов. Твёрдые оксиды и фториды Tb(IV) стабильны.

## Получение
Выделяют тербий из смеси редкоземельных элементов методами ионообменной хроматографии или жидкостной экстракции.

### Цены
Главным поставщиком редкоземельных элементов является Китай. Грамотно проводимая им ценовая политика привела к резкому повышению цен (в 5-10 раз) в 2010—2011 годах. Цена за один килограмм металлического тербия достигала 4400$, к 2016 году цена снизилась до 1000$ за килограмм.
Цена на тербий, как и на прочие редкоземельные элементы, сильно зависит от степени очистки.
В 2013 году 1 грамм тербия чистоты 99,9 % можно было купить за 64 евро.
В России в 2014—2016 годах за металлический слиток весом 2 грамма и чистотой 99,9 % просили 150 евро.

## Применение
Тербий — весьма необычный металл из ряда лантаноидов и обладает значительным спектром уникальных физических характеристик, впрочем, как и ряд его сплавов и соединений. Тербий — моноизотопный элемент (стабилен только тербий-159).

### Гигантскиймагнитострикционный эффект. Производство магнитострикционных сплавов
Сплав тербий-железо — лучший магнитострикционный материал современной техники (особенно его монокристалл) — применяется для производства мощных приводов малых перемещений (например, адаптивная оптика крупных телескопов-рефлекторов), источников звука огромной мощности, сверхмощных ультразвуковых излучателей. Кроме того, ряд соединений тербия также обнаруживает гигантскую магнитострикцию, и в этом отношении особый интерес представляет титанат тербия и, в частности, его монокристалл.

### Магнитные материалы
Монокристаллический сплав тербий-кобальт при температурах, близких к абсолютному нулю, является самым мощным магнитотвёрдым материалом (произведение магнитной энергии (BH)max = 408 кДж/м3, что более чем в 5—7 раз выше, нежели у сплавов самарий-кобальт или железо-неодим-бор).

### Термоэлектрические материалы
Теллурид тербия Tb2Te3 — хороший термоэлектрический материал, при снижении цены на тербий может быть широко применен для производства термоэлектрогенераторов (термо-э.д.с. 160—170 мкВ/К).

### Оптические материалы
Тербий-галлиевый гранат (Tb3Ga5O12, ТГГ) демонстрирует высокие значения постоянной Верде, вследствие чего используется в лазерной технике в качестве материала для фарадеевских вращателей, применяется в оптических изоляторах и циркуляторах.

### Люминофоры
Вольфрамат тербия постоянно производится и потребляется в электронике в качестве люминофора.
Применение в OLED-устройствах находят комплексные соединения тербия (наряду с европием и самарием). Это связано с хорошими люминесцентными характеристиками: высокой интенсивностью люминесценции и малой полушириной линий спектра. Такие свойства объясняются запрещённостью переходов между термами f-оболочки, экранированной вышележащими 5s- и 5p-оболочками. Принцип действия таких супрамолекулярных фотофизических устройств (определение Ж. М. Лена) основан на эффекте антенны.
Люминесценция иона Tb3+ обусловлена f-f переходами с возбуждённого уровня 5D4 на уровни 7Fj, j = 6, 5, 4, 3, 2, 1, 0. Этим переходам соответствуют полосы люминесценции в люминесцентных спектрах при 680, 670, 650, 620, 590, 545, 490 нм соответственно. Наиболее интенсивная полоса люминесценции вызывается переходом 5D4-7F5 и находится в зелёной области спектра, что обеспечивает основной вклад в яркую зелёную люминесценцию этого иона. Тербий образует яркие люминесцентные комплексы с рядом лигандов, положение триплетного уровня которых находится в пределах 22900—24500 см−1, в частности, с ароматическими карбоновыми кислотами (бензойной, салициловой), алифатически замещёнными 1-фенил-3-метил-ацилпиразол-5-онами, дикетонами — ацетилацетоном и др.
Для получения OLED-устройств на основе люминесцирующих соединений тербия используются различные методы нанесения тонких плёнок: спинкоатинг, газофазный синтез и др.

### Гигантскиймагнитокалорический эффект
Сплавы тербия с гадолинием имеют характеристики, подходящие для конструирования магнитных холодильников.

### Катализаторы
Оксид тербия применяется в качестве высокоэффективного катализатора окисления.

### Электроника
Фторид тербия совместно с фторидами церия и иттрия используется в микроэлектронике в качестве просветляющего покрытия на кремнии.

### Производство компьютеров
В последние годы в производстве компьютеров особое значение[прояснить] приобрёл феррит тербия.

## Биологическая роль
По существующим данным, тербий не имеет биологической роли. Как и другие лантаноиды, соединения тербия должны обладать токсичностью ниже среднего, однако подробных исследований на эту тему не проводилось.